# روی چادویک
روی چادویک (به انگلیسی: Roy Chadwick)
(۳۰ آوریل ۱۸۹۳ - ۲۳ اوت ۱۹۴۷) یک طراح هواپیما در شرکت آورو بود. چادویک در مارش هال فارم در فارنورث زاده شد و پسر مهندس مکانیک چارلز چادویک بود. او سرطراح شرکت آورو و مسئول طراحی همهٔ هواپیماهای این شرکت بود. او به خاطر طراحی بمب افکن آورو لانکاستر، آورو لینکلن و طراحی مقدماتی آورو والکان معروف است. او همچنین آورو لینکلن را به آورو شکلتن تبدیل کرد.

## دوران اولیهٔ زندگی
چادویک در ارمستون به مدرسهٔ کلیسایی سنت کلمنتس رفت و پس از آن از سال ۱۹۰۷ تا ۱۹۱۱ در کالج تکنولوژی شهر منچستر به تحصیل شبانه مشغول شد. در این هنگام به عنوان نقشه کش در شرکت بریتیش وستینگهاوس در ترافورد پارک نیز کار می‌کرد.

## کار در شرکت آورو
در سپتامبر ۱۹۱۱ هنگامی که ۱۸ سال داشت به عنوان دستیار شخصی الیوت وردون رو و نخستین طراح شرکت آورو آغاز به کار کرد. در این هنگام دفتر مرکزی شرکت در براونزفیلدمیل منچستر بود. زیر نظر الیوت وردون-رو او هواپیمای دوکابینه و دوبالهٔ آورو تایپ دی، آورو ئی که به هواپیمای آب‌نشین تبدیل شد و در سال ۱۹۱۲ آورو تایپ اف نخستین هواپیمای تک بالهٔ جهان را طراحی کرد. سپس در طراحی آورو ۵۰۰، آورو ۵۰۱ و ۵۰۳ و بمب افکن سبک و آموزشی جنگ جهانی اول آورو ۵۰۴ مشارکت نمود. در سال ۱۹۱۵ در سن ۲۲ سالگی چادویک آورو پایک که یک بمب افکن دوبالهٔ دوموتوره بود را طراحی نمود. طراحی این هواپیما در همبل در نزدیکی ساوت‌همپتون انجام شد. در سال ۱۹۱۸ آورو بیبی و ر سال ۱۹۲۰ آورو ۵۴۹ آلدرشات که بزرگترین بمب افکن تک موتورهٔ جهان بود و ورژن‌های دیگر آلدرشات یعنی آورو ۵۵۷ آوا و آورو آندوور را طراحی کرد. در سال ۱۹۲۵ او هواپیمای جنگندهٔ تمام فلزی تک سرنشینهٔ آورو اونجر را طراحی کرد. در سال ۱۹۲۶ آورو اوین را طراحی نمود. در سال ۱۹۲۸ او به کارخانهٔ آورو در وودفورد در منچستر بزرگ که امروزه شرکت بی‌ای‌ئی سیستمز کاربر آن است نقل مکان کرد. در این سال او هواپیمای آورو ۱۰ را با گنجایش ۸ مسافر و هواپیمای آورو ۴ با گنجایش ۴ مسافر را طراحی کرد. در سال ۱۹۲۹ هواپیمای آموزشی نیروی هوایی پادشاهی بریتانیا، آورو تیوتر و ورژن کوچکتر آن آورو ۶۴۳ کادت و ورژن اتاقک خلبان سرپوشیدهٔ آن آورو ۶۴۱ کمودور را طراحی کرد. پس از این هواپیماها آورو آنسون که برای آموزش و ترابری در جنگ جهانی دوم به کار می‌رفت را طراحی نمود. در سال ۱۹۳۹ تولیدات شرکت آورو به کارخانهٔ جدیدی در گرینگیت در چدرتن جنوبی که امروزه متعلق به بی‌ای‌ئی سیستمز است منتقل شد. در سال ۱۹۴۱ او ترابری بلندبرد آورو یورک و ورژن‌های بزرگتر لانکاستر یعنی آورو لینکلن و آورو لانکاسترین را طراحی کرد.
آخرین کار او در آورو نظارت بر طراحی‌های والکان در سال ۱۹۴۶ بود. او در ۲۳ اوت ۱۹۴۷ در خلال سانحه‌ای هنگام برخاست پیش نمونهٔ آورو تودر از فرودگاه وودفورد در نزدیکی شرفولد فارم کشته شد.